# Șapte creițari
„Șapte creițari” (în maghiară Hét krajcár) este o nuvelă din 1908 a scriitorului maghiar Zsigmond Móricz. A apărut în revista Nyugal (Apusul).

## Adaptări
- Seven Pennies (pre-producție) [2]